# 榊原鍵吉
榊原鍵吉（日语：／ Sakakibara Kenkichi，1830年12月19日—1894年9月11日），為江戶幕府幕臣，劍術家。諱友善（ともよし）。
幕末時，從男谷信友手中繼承直心影流‧男谷派劍術，並擔任講武所劍術師傅，遊撃隊頭取等職務。明治維新後，主持劍術表演以救濟窮困的士族，並成功舉辦天覧兜割比賽而馳名，被人們稱為「最後的劍客」。練習時會揮動長六尺（180cm），重三貫（11kg）的棒子2000次，手臂圍度有55cm粗。

## 生涯

### 出生
生於江戶麻布廣尾。是繼承花房氏血脈的榊原職直系統的御家人・榊原益太郎友直之子。也是5名子女中的長男。

### 直心影流修行
天保13年（1842年），13歲時，進入直心影流劍術・男谷信友的道場。當時，男谷道場就在廣尾附近的狸穴。但，同年因為母親過世，父親益太郎於是搬家到離狸穴較遠的下谷根岸。此外，鍵吉也必須代替亡母負責家事以及照顧兄弟。於是男谷勸他改去有名而且距離較近的玄武館・士學館・練兵館等道場。但鍵吉卻表示一旦入門就不會轉去其他道場而持續前往男谷的道場學習。
鍵吉雖然力求上進，但由於家境貧窮，連進級用的切紙，目録等必須花費的費用都無法負擔。嘉永2年（1849年），男谷察覺此事，於是決定由他負擔費用並給予鍵吉免許皆傳的資格。

### 講武所時代
安政3年（1856年）3月，27歲時，受男谷推薦成為講武所的劍術教授。之後升級為師傅。
安政7年（1860年）2月，講武所從築地移轉到神田小川町時，2月3日的開場式中，由於將軍德川家茂，大老井伊直弼等幕閣蒞臨，因此舉辦示範賽。鍵吉與槍術的高橋泥舟（謙三郎）比賽。不久前高橋與井戶金平對戰，並以其擅長的技巧‧足緘勝過對手，讓全場沸騰。鍵吉贏過高橋而獲得滿堂喝采。家茂因此看中他，並請鍵吉擔任將軍的個人教授。
文久3年（1863年），將軍上洛並為了侍奉他而上京。在二條城內，與新來的家臣‧天野將曹(或是將監）比賽而獲勝。天野雖然是男谷派的同門，但因為有著新來家臣而不能丟臉的脾氣，因此不肯「投降」，於是鍵吉再使出激烈的諸手擊招式將天野打倒。另外，他還在京都四條河原斬殺3名土佐藩浪士。
慶應2年（1866年）7月，家茂在大坂城過世，他也因此回到江戶。11月時，講武所改稱陸軍所，組織也進行重整，於是他辭去職位而在下谷車坂開設道場。

### 維新前後
慶應4年（1868年），上野戰爭時，鍵吉雖然未加入彰義隊，但卻擔任輪王寺宮公現入道親王（之後北白川宮能久親王）的護衛，並且斬殺數名土佐藩士後，與山下的錢湯・越前屋佐兵衛，一起輪流揹著親王逃到 三河島。之後就像是沒事般回到車坂的道場。
維新後，跟隨德川家達移轉到駿府，明治3年（1870年）再次回到東京。明治政府原本要任命他擔任刑部省大警部，但鍵吉婉拒，並推薦弟弟大澤鉄三郎代替。

### 最後的劍客
受到例如散髮脫刀令等文明開化的影響，讓許多道場因此無以為繼，武術家們的生計也因此產生問題。鍵吉有鑑於此，提出用來救濟武術家們的對策就是在明治6年（1873年）組織「撃劍會」，並在 淺草見附外的左衛門河岸建立一座秀場。從此開始了劍術表演的風潮，並及於東京37個地方。雖然有人批評這樣是污辱了劍術，但現在則肯定這個作法讓劍術的命脈能因此保留下來。
明治9年（1876年），發布廢刀令，因此他改用「倭杖」（やまとづえ）取代刀，這是一個能夠勾在帶子上而附有鉤子的木刀（為了不讓政府盯上而稱為杖（つえ）），並用稱為「頑固扇」的木製扇子 取代脇差，並將這兩個道具帶在身上。另外，他至死都沒有將髷解開。
明治11年（1878年），明治天皇行幸上野，並且舉行天覧試合。鍵吉則在比賽中則擔任主裁判。
明治12年（1879年）， 内務省警視廳設立撃劍世話掛一職，並且聘請鍵吉擔任審查員選拔錄取者。
明治20年（1887年）11月11日，明治天皇造訪伏見宮官邸時，同時也舉辦天覧兜割比賽。出場者有警視廳撃劍世話掛逸見宗助， 上田馬之助，以及鍵吉。逸見，上田雖然都失敗，但鍵吉卻成功地用名刀「同田貫」將明珍製作的頭盔斬開（切口達3寸5分大，深5分長）。

### 晩年
曾經營說書表演以及居酒屋但都經營不順，直到晩年都會在車坂的道場持續指導後進，並多次在名人參與園遊會中進行劍術表演。車坂的道場中有許多人才輩出，包括之後的大日本武德會劍道重鎮的内藤高治以及英國領事館書記トーマス・マクラチ，還有擊劍高手Heinrich von Siebold，德籍的東京帝國大学講師埃爾溫•貝爾茲，陸軍戶山學校西洋劍術教師法國人Willer以及Kir等外國人拜訪到場並接受鍵吉指導。
明治27年（1894年）元旦，授予弟子山田次朗吉直心影流的免許皆傳，並將同流派第15代的身分以及道場都讓與給他。9月11日，因為腳氣病衝心而死。享年65。葬於四谷西應寺。法名義光院杖山倭翁居士。平成15年（2003年），被全日本劍道連盟表彰其功績而進入劍道殿堂。

## 備註
1. ↑  文政13年11月5日
2. ↑  明治27年
3. ↑  『姓氏』（樋口清之・丹羽基二，秋田書店，1970年）。